# Russischer Marsch

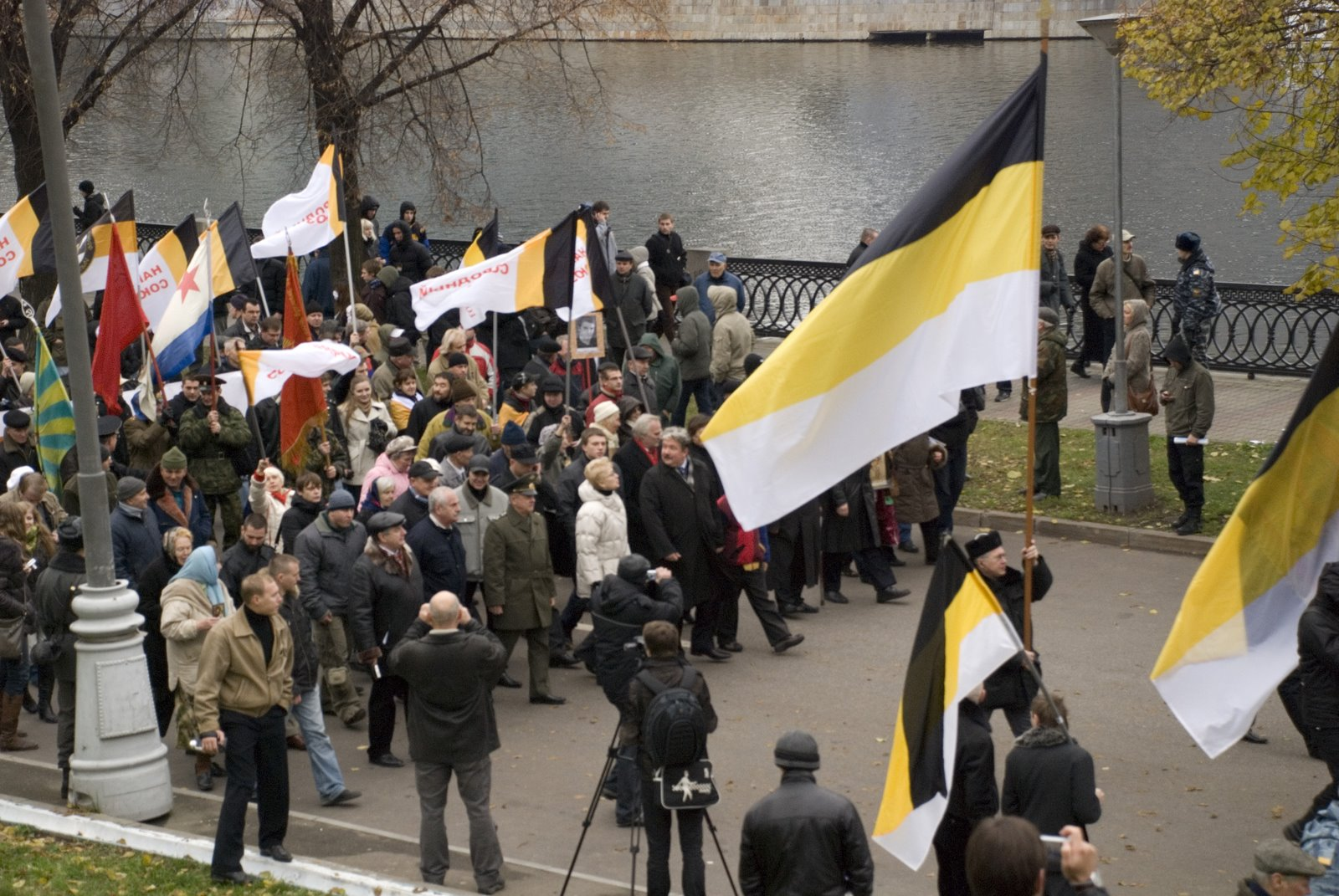
Russischer Marsch 2008

Der  Russische Marsch ist eine seit 2005 jährlich stattfindende Demonstration von Monarchisten, konservativen Christen, aber auch Rechtsextremisten in Russland. Die Märsche finden am 4. November zu Ehren der nationalen Einheit in Moskau und anderen Städten statt.
Die Demonstranten fordern, Lenin aus dem Mausoleum zu entfernen, wollen „Russland den Russen“ lassen und wenden sich gegen Gastarbeiter aus Zentralasien und dem Kaukasus. Bürgerrechtler und Migrantenverbände kritisieren, die Demonstrationen vertieften ethnische Spannungen.

## Teilnehmer
Zu den Demonstrationen kommen allein in Moskau mehrere tausend Menschen. Teilnehmer sind erzkonservative orthodoxe Christen, Familien mit Kindern, aber auch Nationalisten, Neonazis, Hooligans, Skinheads, Neofaschisten sowie Rassisten. Alexei Nawalny, führender oppositioneller Aktivist, warnte davor, alle Demonstranten als Rechtsextremisten abzustempeln, die den Hitlergruß machten. Der überwiegende Teil setze sich aus ganz normalen Leuten zusammen. Er selbst nahm aber seit 2013 nicht mehr teil.

## Organisatoren
Die Organisatoren des ersten Russischen Marsches 2005 waren:
- Eurasische Jugendunion, die Jugendorganisation der Internationalen Eurasischen Bewegung von Alexander Dugin. Der Vorsitzende des Verbands ist Waleri Korowin.
- Bewegung gegen illegale Immigration (Alexander Below-Potkin)
- Nationale Patrioten Russlands (NPR) (Alexei Schiwow)
- Nationale Souveränitäts-Partei Russlands (Alexander Sewastjanow)
- National-patriotische Front Pamjat
- Gesellschaft „Prawda“ (Waleri Jakuschew)
- Russische Volksunion (Igor Artemow)
- Russische Volksbewegung (Konstantin Krylow)
- Bewegung „Russische Ordnung“ (Wassili Anissimow)
- Slawische Union (SS) (inzwischen verboten)
- Russische Reichsbewegung

Seit 2006 ist der ehemalige Rodina-Abgeordnete Dmitri Rogosin maßgeblich an der Organisation des Marsches beteiligt.